# Dusona aurita
Dusona aurita är en stekelart som först beskrevs av Joseph Kriechbaumer 1883.  Dusona aurita ingår i släktet Dusona och familjen brokparasitsteklar. Inga underarter finns listade i Catalogue of Life.